# Katsja
De Katsja (Russisch: Кача) is een 103 kilometer lange rivier in de Russische kraj Krasnojarsk en vormt een linkerzijrivier van de Jenisej die instroomt binnen de grenzen van de stad Krasnojarsk. In het stroomgebied wordt landbouw en bosbouw bedreven. Ongeveer 2% van het water wordt gebruikt voor irrigatie en ander gebruik in de landbouw.

## Naam
De naam is afgeleid van Izyr-Kitsji; de eigenbenaming van het volk de Izyr (Kitsji = "volk") dat de riviervallei en aangrenzende streken vroeger bewoonde en door de Russen net als veel andere Siberische volkeren werd aangeduid als 'Tataren'. Zij noemden de rivier zelf Izyr-Su; 'het Izyr-water'. De Russen, die hier arriveerden in de 17e eeuw, konden het woord 'Kitsji' maar moeilijk uitspreken en verbasterden het al snel tot 'Katsji' en noemden het volk vervolgens 'Katsjienen' (Katsjintsy) en de rivier 'Katsjej'.

## Loop
De rivier ontstaat uit twee bronrivieren; de Gladkaja Katsja ("zachte Katsja") en de Kroetaja Katsja ("steile Katsja"). Beide riviertjes ontspringen in een laaggebergtegebied op ongeveer 35 kilometer ten westen van Krasnojarsk in de Oostelijke Sajan. De Gladkaja Katsja is tweemaal zo lang als de Kroetaja Katsja, heeft een dieper ingesneden stroomdal en ontspringt in het middengebergte, waar de Kroetaja Katsja in een relatief vlak moerasachtig gebied ontspringt. Beide riviertjes stromen naar het noorden, kruisen de Trans-Siberische spoorlijn en stromen vervolgens samen tot de Katsja. Deze buigt daarop af naar het oosten nabij het dorp Pamjati 13ti Bortsov en maakt daarop een grote boog naar het zuiden, in de richting van de Jenisej. De rivier benadert Krasnojarsk vanuit het noorden en loopt recht door de stad om in te stromen in de Jenisej in Strelka, het historisch centrum van de stad.
Langs de rivier liggen de plaatsen Pamjati 13ti Bortsov, Kroetaja, Jemeljanovo (stedelijke nederzetting), Tvorogovo, Solontsy en Krasnojarsk.
In de rivier zwemmen vissoorten als baars, kwabaal, lenok, riviergrondel, serpeling, snoek en vlagzalm.

## Vervuiling
De Katsja staat reeds lang bekend als de meest vervuilde rivier van Krasnojarsk. Begin 21e eeuw werd de situatie nabij Krasnojarsk enigszins aangepakt. De belangrijkste bronnen van vervuiling vormden de vele afvalwaterpijpen die ongezuiverd rioolwater loosden op de rivier en de vele afvalstortplaatsen langs de oevers. Onder burgemeester Pjotr Pimasjkov werden de meeste van deze bronnen verwijderd en werden de oevers in de stad omgevormd tot recreatiegebied.